# カンピュータ
カンピュータとは物事の解決や選択をする場合に、勘に頼って進めていくという方法のことを言う。ただし、一般的にコンピューターとカタカナ転写されるcomputerを英語ネイティブの人が発音すると「カンピューター」に近い。だがこの場合は単にコンピューターの事を示し、本項のカンピュータの意味は無い。
この言葉は1978年から放送が始まったテレビ番組「花の新婚!カンピューター作戦」（関西テレビ）からの用語であり、後に長嶋茂雄が行っていた野球の方式がカンピュータ野球と呼ばれ、多用化されるようになったとのこと。長嶋茂雄が監督として行っていた野球の方式は従来の監督が行っていた方式とは大きく違い、カンピュータ野球などと呼ばれていた。長嶋茂雄以外の監督も、思いつき的な様相を呈してあまり論理的に説明を付けにくい采配を行っているような場合にはカンピュータと呼ばれていることがある。
これは企業の経営においても用いられている言葉であり、たとえば鈴木修 (実業家)が実践している「理」と「情」のバランスの取れた経営はカンピュータであるとのこと。鈴木修によると人は五感によって何かをつかめるようになり、行動によって五感が鍛えられるようになり勘が当たるようになっていくというカンピュータからであるとのこと。